# Breuil-la-Réorte
Breuil-la-Réorte là một xã trong tỉnh Charente-Maritime Charente-Maritime trong vùng Nouvelle-Aquitaine, tây nam nước Pháp. Xã Breuil-la-Réorte nằm ở khu vực có độ cao trung bình 40 mét trên mực nước biển.